# Draginac (okręg maczwański)
Draginac (cyr. Драгинац) – wieś w Serbii, w okręgu maczwańskim, w mieście Loznica. Leży blisko granicy z Bośnią i Hercegowiną. W 2011 roku liczyła 146 mieszkańców.